# Râul Siliștea, Morișca
Râul Siliștea este un curs de apă, afluent al râului Morișca. 